# Bernhard Hammer

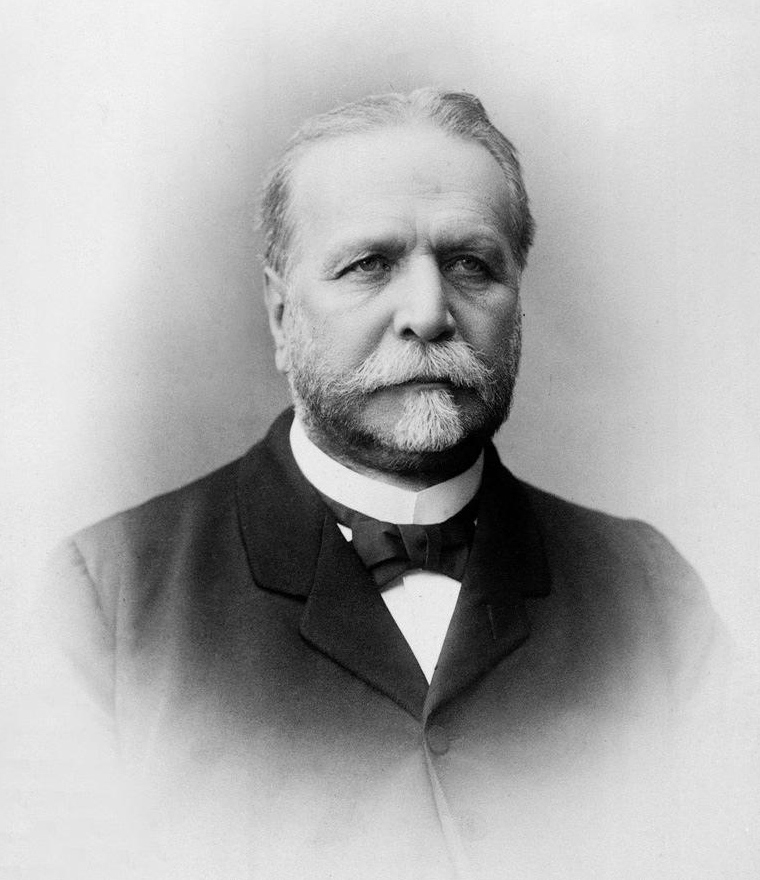
Bernhard Hammer

Bernhard Hammer (Olten, 3 maart 1822 - Solothurn, 6 april 1907) was een Zwitsers politicus. 
Hammer studeerde natuurkunde en rechten in Genève, Fribourg, Berlijn en Zürich en vestigde zich daarna als advocaat en notaris in Solothurn. Van 1853 tot 1856 was hij districtsrechter en van 1856 tot 1868 was Hammer lid van de Kantonsraad van Solothurn. Hij voerde als leider van de oud-liberalen oppositie tegen de radicalen van Landammann Wilhelm Vigier.
Ofschoon hij op politiek gebied carrière maakte, lag zijn eerste interesse toch vooral bij militaire zaken. Reeds tijdens zijn studententijd was hij pelotonleider van het cadettenkorps van Olten en tijdens de Sonderbund-oorlog (1847) was hij lid van de generale staf. In 1858 werd Hammer majoor en in 1862 werd hij bevorderd tot kolonel (hoogste militaire rang in het [Zwitserse leger in vredestijd). Van 1861 tot 1868 was hij hoofdinstructeur van de artillerie. 
Tot 1875 was Hammer gezant in Berlijn. 
Op 10 december 1875 werd Hammer in de Bondsraad gekozen. Hij bleef in de Bondsraad tot 31 maart 1890. Hij beheerde de volgende departementen:
- Departement van Financiën (1876-1878)
- Departement van Politieke Zaken (1879)
- Departement van Financiën (1880-1890)

Hammer was in 1878 en 1888 vicepresident en in 1879 en 1889 bondspresident. Na zijn aftreden in 1896 werd hij in de Nationale Raad (tweede kamer van het federaal parlement) gekozen. 